# 阿格隆·切拉
阿格隆·切拉（1969年2月5日—），阿尔巴尼亚政治家、企业家。生于阿尔巴尼亚士科德州。2013年起以社会主义一体化运动党员身份担任议员。

### 个人经历
切拉曾就读于士科德高级中学、鲁及·古拉库奇（Luigj Gurakuqi）大学法律系。共产主义政权倒台、市场经济体制恢复后，切拉創辦了公司——“XHENIS SH”。
2013年，切拉以社会主义一体化运动党员身份担任议员，并在2017年、2019年的选举中均獲勝。